# Andiperlodes tehuelche
Andiperlodes tehuelche är en bäcksländeart som beskrevs av Pessacq 2009. Andiperlodes tehuelche ingår i släktet Andiperlodes och familjen Gripopterygidae. Inga underarter finns listade i Catalogue of Life.